# Zimmer mit Tante
Zimmer mit Tante ist ein deutsches Filmdrama aus dem Jahr 2010. In den Hauptrollen spielen Jutta Speidel und Nadia Hilker zwei Menschen, die sich erst finden müssen. Der Film wurde am 6. Februar 2010 im Samstagabendprogramm des Ersten ausgestrahlt.

## Handlung
Um den Jugendarrest für wiederholten Ladendiebstahl abzuwenden, muss die siebzehnjährige Marie-Luise, Spitzname Malu, Sozialstunden im Seniorenheim ableisten und dafür zu ihrer Tante Johanna ziehen, die in einer leerstehenden Pension an einem See wohnt. Die widerspenstige Teenagerin hat anfänglich keine Lust auf das Landleben, doch mit der Zeit arrangieren sich die zwei Frauen, durch Regeln und Kommunikation, aber auch durch die Unterstützung von Johannas Untermieter Franz, einem Germanistikprofessor im Vorruhestand. Johanna hatte Franz während ihrer Behandlung in der Psychiatrie kennengelernt. Malu lernt im Seniorenheim und im Miteinander mit Johanna und Franz Verantwortung zu übernehmen. Johanna, die sich seit Jahren zurückgezogen hat, versucht wieder mehr am Leben teilzunehmen und Malu kann Johanna sogar überzeugen, die Pension wieder für Gäste zu eröffnen. Malu, die zuvor eine Lehre im Hotel abgebrochen hat, lebt dadurch richtig auf, sie ist Mädchen für alles, arbeitet als Zimmermädchen und an der Rezeption. Johanna muss allerdings lernen, an ihrer schroffen Art zu arbeiten, da diese dem Kundengeschäft nicht dienlich ist. Als Malus Freund Bill aus Amerika zurückkommt, kündigt Malu im Streit mit Johanna ihre Stelle. Sie fährt mit ihrem Freund in die Stadt und geht nicht mehr ins Seniorenheim. Da sie dadurch die gerichtlichen Auflagen nicht erfüllt, muss Malu wieder vor den Jugendrichter. Johanna meldet sich in der Verhandlung zu Wort, übernimmt die Verantwortung für das Geschehene und macht sich für Malu stark, die sich bei ihr gut entwickelt habe. Der Richter sieht ein letztes Mal von einer Strafe ab, sodass Malu wieder bei Johanna in der Pension arbeiten kann.

## Produktion
Der Film wurde vom 21. April 2009 bis zum 19. Mai 2009 in München und Umgebung gedreht.

## Rezeption

### Kritiken
Das Lexikon des internationalen Films schreibt über den Film: „Hintergründige (Fernseh-)Familien- und Generationskomödie, die zeigt, dass sich unterschiedliche Lebensauffassung durchaus ergänzen und durchdringen können.“
Rainer Tittelbach gibt dem Film in seiner Besprechung bei tittelbach.tv insgesamt 4 von 6 möglichen Sternen. Der Film sei eine angenehme Überraschung im Samstagprogramm des Ersten, realistisch, lebensklug und charmant inszeniert. Das Drehbuch bediene sich keiner Genre-Regeln, die Handlung würde in eine „gesunde“ Richtung gelenkt. Speidel spiele ihre Rolle glaubhaft, Naujoks treffe bei seiner den richtigen Ton. Nadia Hilker sei in dem Film die große Entdeckung und würde in ihrer nicht leichten Rolle überzeugen. Tittelbachs Fazit lautet: „Zwei Eigenbrötler auf der Suche nach Nähe, Bestätigung, Liebe. Degeto wegweisend!“

### Einschaltquoten
Die deutsche Erstausstrahlung am 6. Februar 2010 im Ersten sahen 5,31 Millionen Zuschauer, was einem Marktanteil von 16,1 % entsprach.

## Verweise
- Zimmer mit Tante in der ARD-Mediathek. Video (89 Min.), abrufbar bis 12. September 2025
- Zimmer mit Tante  bei crew united